# Tagal

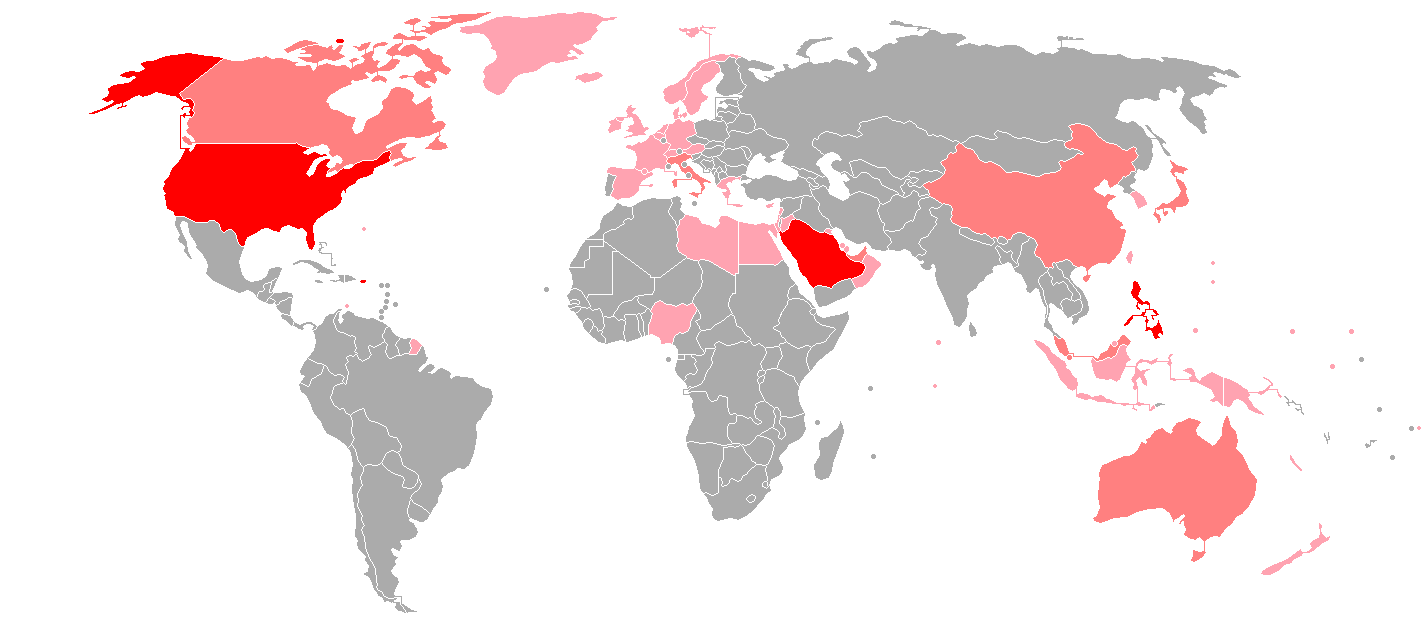
Mapa de la zona on es parla tagal per part d'una població significativa

El tagal o tagàlog és el nom d'una ètnia (els tagals) i un idioma; és una de les llengües austronèsies i és parlat per un terç de la població de les Filipines com a primera llengua i com a segon idioma per la major part de la resta de la població. És el primer idioma de la regió IV filipina (Calabarzon i Mimaropa) i de Metro Manila. La seva forma estandarditzada s'anomena filipí o pilipino, és l'idioma nacional i una de les dues llengües oficials de les Filipines, l'altra llengua oficial és l'anglès.
El tagal es relaciona amb les altres llengües austronèsies, com el malai, el javanès i el hawaià.

## Classificació
El tagalog és una llengua del nord de Filipines dins de la família lingüística austronèsica. En ser malaiopolinèsica, està relacionada amb altres llengües austronèsiques, com ara el malgaix, javanès, indonesi, malai, tetum (de Timor) i Yami (de Taiwan). Està estretament relacionat amb les llengües que es parlen a la Regió Bicol i les illes Visayas, com ara les del Grup Bikol i les del Grup Visayan, incloent-hi Waray-Waray, hiligaynon i cebuà.
El tagalog es diferencia dels seus central de Filipines pel tractament de la vocal protofilipina schwa *ə. En la majoria de les llengües Bikol i Visayan, aquest so es va fusionar amb /u/ i [o]. En tagal, s'ha fusionat amb /i/. Per exemple, el protofilipí *dəkət (adherir, enganxar) és el tagalo dikít i Visayan & Bikol dukot.
El protofilipí *r, *j, i *z es va fusionar amb /d/ però és /l/ entre vocals. El protofilipí *ŋajan (nom) i *hajək (petó) es va convertir en tagalog ngalan i halík.
El protofilipí *R es va fusionar amb /ɡ/. *tubiR (aigua) i *zuRuʔ (sang) es va convertir en tagalog tubig i dugô.

## Història
La paraula tagàlog deriva de tagailog, de tagà-, significa 'nadiu de' i ílog significa 'riu'. Així, significa 'habitant del riu'.
Se'n sap poc de la seva història, però d'acord amb lingüistes com els doctors David Zorc i Robert Blust, s'hauria originat al nord-est de Mindanao o est de Visayas.
La primera inscripció en tagal és de l'any 900 de la nostra era, el primer llibre n'és la Doctrina cristiana de 1593. El poeta Francisco Baltazar (1788–1862) n'és l'escriptor antic més notable.

### Tagàlog i filipí
El 1937, el tagal va ser escollit com a base de l'idioma nacional. El 1939 Manuel L. Quezon anomenà l'idioma Wikang Pambansâ ('idioma nacional'). Vint anys més tard es va canviar de nom oficial a pilipino. Aquest canvi no fou acceptat per les ètnies no tagals com els cebuans.
El 1971, es revisà la decisió i passà a anomenar-se filipí en lloc de pilipino i això es va reflectir també en la constitució de 1987.
Els dialectes del nord i els centrals són la base de l'idioma nacional.

## Extensió d'ús

### A les Filipines

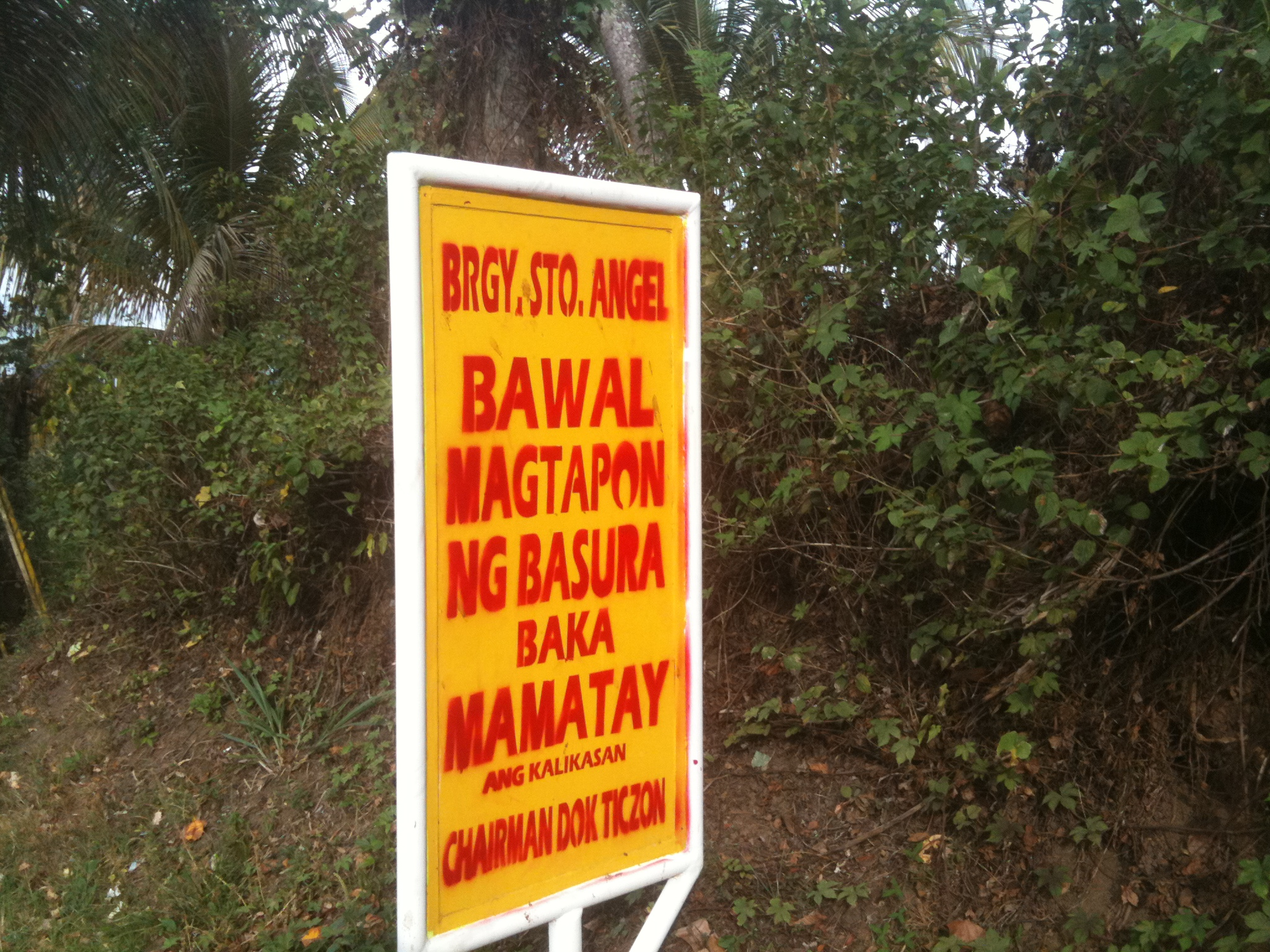
Cap senyal d'abocament al llarg de la carretera a la província de Laguna, Filipines.

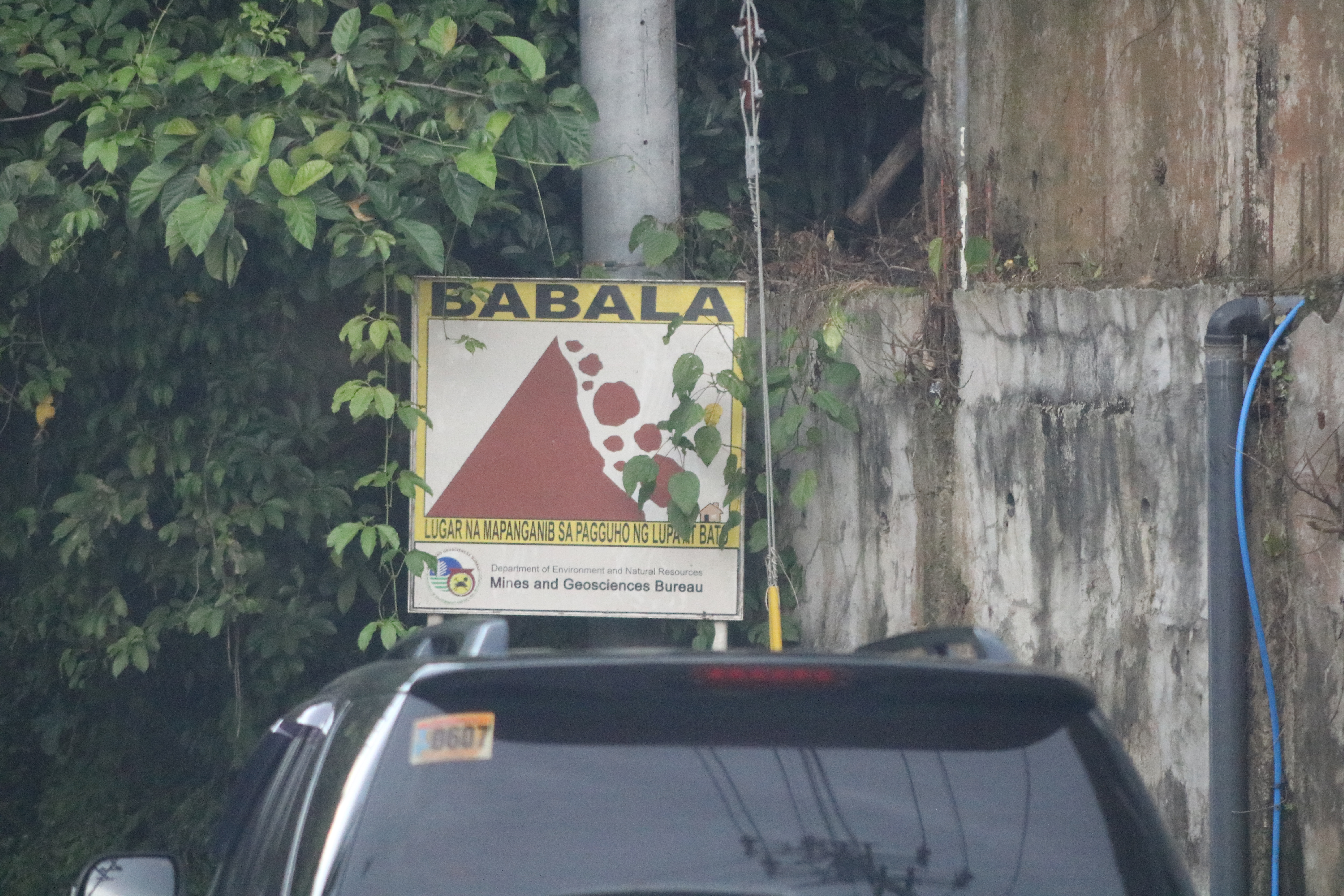
Un senyal d'esllavissada i zona propensa a l'esllavissada a Indang, Cavite.

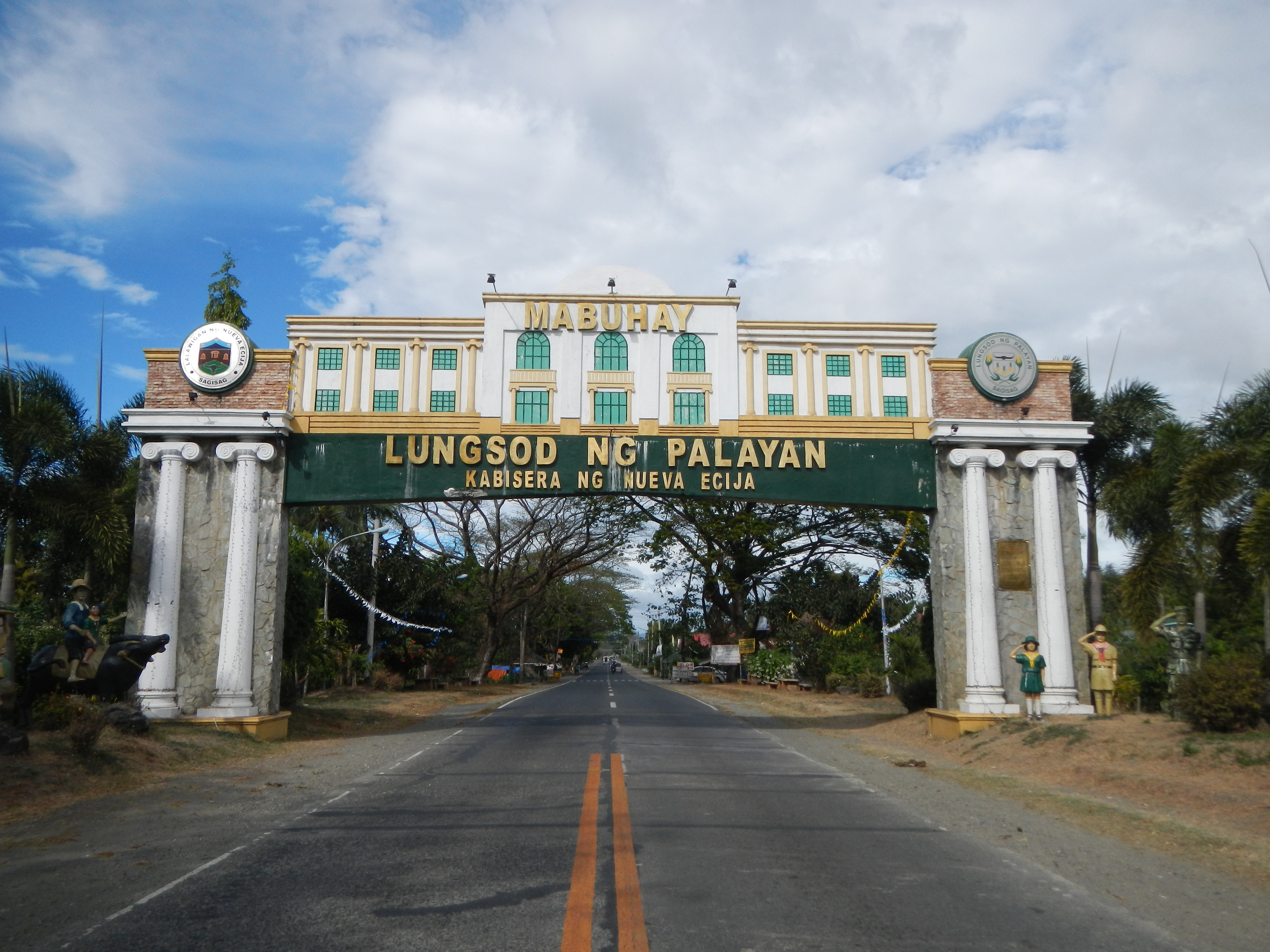
Arc de benvinguda a Palayan, Nueva Ecija.

Segons la Filippine Statistics Authority, a partir del 2014, hi havia 100 milions de persones vivint a les Filipines, on la gran majoria té algun nivell bàsic de comprensió de l'idioma. La pàtria tagaloga, Katagalugan, cobreix aproximadament gran part de la part central i meridional de l'illa de Luzón, especialment a Aurora, Bataan, Batangas, Bulacan, Cavite, Laguna, Metro Manila, Nueva Ecija, Quezon i Rizal. El tagalog també és parlat de manera nativa pels habitants que viuen a les illes de Marinduque i Mindoro, així com el palawan en menor mesura. Es troben minories significatives a les altres províncies de Luzon central de Pampanga i Tarlac, Ambos Camarines a la regió de Bicol, i la Cordillera ciutat de Baguio. El tagalo també és la llengua predominant de la Ciutat de Cotabato a Mindanao, per la qual cosa és l'únic lloc fora de Luzón amb una majoria nativa de parla tagalo. També és la principal llengua franca a la Regió Autònoma de Bangsamoro a Mindanao musulmà.
Al cens de Filipines del 2000, el parlen aproximadament 57,3 milions de filipins, el 96% de la població domèstica que va poder assistir a l'escola; una mica més de 22 milions, o el 28% de la població total de Filipines, el parlen com a llengua materna.
Les següents regions i províncies de les Filipines són majoritàriament de parla tagal (de nord a sud):
- Regió de Luzón Central
  - Aurora
  - Bataan
  - Bulacan
  - Nueva Ecija
  - Zambales
- Metro Manila (Regió de la capital nacional)
- Sud de Luzón
  - Tagalog meridional (Calabarzon i Mimaropa)
    - Batangas
    - Cavite
    - Laguna
    - Rizal
    - Quezon
    - Marinduque
    - Occidental Mindoro
    - Oriental Mindoro
    - Palawan (Històricament, Palawan era una província que no parlava tagalo; a causa de les onades de migració creuada d'altres regions, ara el tagalog és una de les principals llengües parlades a Palawan juntament amb els grups lingüístics palawanic i visayan.)

  - Regió Bicol (Si bé les llengües bikol han estat tradicionalment les llengües majoritàries a les províncies següents, la forta influència i migració del tagalo ha donat lloc a la seva presència significativa en aquestes províncies i en moltes comunitats, ara el tagalo és la llengua majoritària.)
    - Camarines Norte
    - Camarines Sur
- Bangsamoro
  - Maguindanao (Si bé el maguindanao ha estat tradicionalment la llengua majoritària de la província, el tagalog és ara la llengua principal de l'educació primària "llengua materna" a la província i és la llengua majoritària al centre regional de la ciutat de Cotabato, i és la lingua franca de Bangsamoro.)[11]
- Regió de Davao
  - Metro Davao (Si bé el cebuano és la llengua majoritària de la regió, s'ha desenvolupat un fenomen lingüístic pel qual els residents locals han canviat al tagalo o han barrejat significativament termes i gramàtica tagalo a la seva parla cebuana, perquè les generacions més velles parlen tagalo als seus nens a les llars, i el cebuano es parla en els entorns quotidians, fent del tagalog la llengua franca secundària.)

També es troben parlants tagalog a altres parts de les Filipines i a través de la seva forma estandarditzada de filipí, la llengua serveix a la lingua franca nacional del país.

### Fora de les Filipines

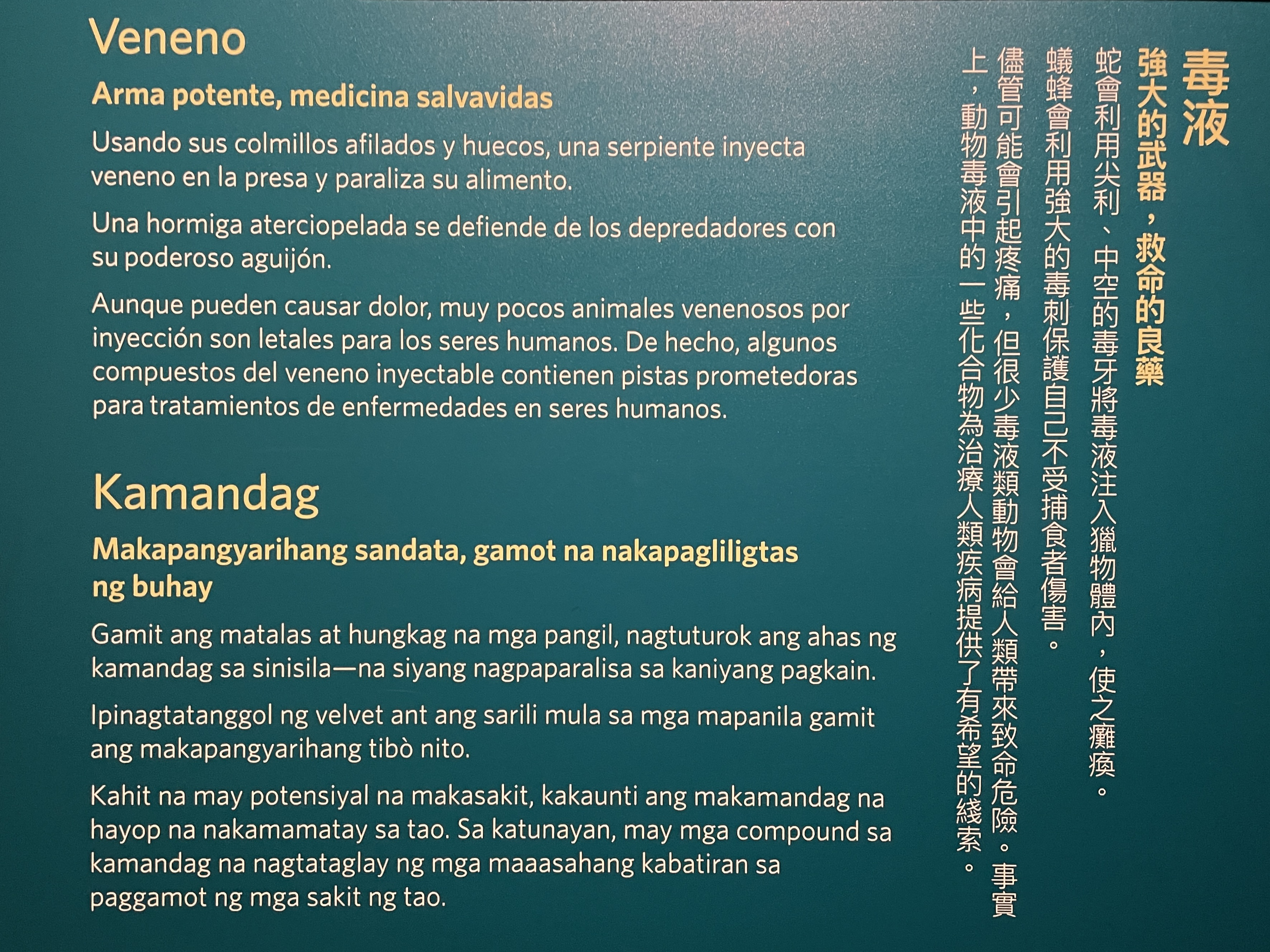
La llegenda en tagalog (a baix a l'esquerra) sobre el verí a l'Acadèmia de Ciències de Califòrnia a San Francisco inclou paraules que s'utilitzen poc habitualment a Metro Manila, com ara "hungkag" (buit), " sinisila" (presa), "mapanila" (depredador), "tibò" (agulló) i "kabatiran" (pista/coneixement/discerniment).

El tagalog serveix com a llengua comuna entre els filipins d'ultramar, encara que el seu ús a l'estranger normalment es limita a la comunicació entre els grups ètnics filipins. La major concentració de parlants tagalo fora de les Filipines es troba als Estats Units, on el 2013, l'Oficina del Cens dels Estats Units va informar (basat en dades recollides el 2011) que era el quart idioma que no és llengua anglesa més parlat a casa amb gairebé 1,6 milions de parlants, darrere de l'espanyol, francès (incloent-hi patois, cajun, crioll) i el xinès (amb xifres). per al cantonès i el mandarí combinats). A les zones urbanes, el tagalo es va classificar com la tercera llengua no anglesa més parlada, per darrere de les varietats espanyoles i xineses, però per davant del francès.
Un estudi basat en dades de l'Enquesta de consumidors americà de 2015 de l'Oficina del Cens dels Estats Units mostra que el tagalo és la llengua no anglesa més parlada després de l'espanyol als estats de Califòrnia, Nevada i Washington.
El tagalog és un dels tres idiomes reconeguts a San Francisco, Califòrnia, juntament amb l'espanyol i el xinès, la qual cosa fa que tots els serveis essencials de la ciutat es comuniquin amb aquests idiomes juntament amb l'anglès. Mentrestant, el tagalog i l'Ilocano (que es parla principalment al nord de Filipines) es troben entre les llengües no oficials de Hawaii que les seves oficines estatals i les entitats finançades per l'estat han de proporcionar oralment i per escrit traduccions als seus residents. Les paperetes electorals a Nevada inclouen instruccions escrites en tagalog, que es van presentar per primera vegada a les eleccions presidencials dels Estats Units de 2020.
Altres països amb concentracions significatives de filipins a l'estranger i parlants tagalog inclouen Aràbia Saudita amb 938.490, Canadà amb 676.775, Japó amb 313.588, Emirats Àrabs Units amb 541.593, Kuwait amb 187.067, i Malàisia amb 620.043.

## Fonologia
El tagal té 26 fonemes, dels quals 21 són consonants i 5 vocals (abans de la influència castellana i de l'idioma kapampangan només en tenia tres: a, i, u). Cada síl·laba té com a mínim una consonant i una vocal, i sol començar amb una consonant, excepte en els préstecs d'altres llengües com trak que ve de l'anglès truck, 'camió', o tsokolate que significa 'xocolata'.

## Alfabet

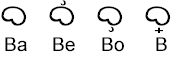
Ba Be Bo B (en sistema d'escriptura Baybayin)

Es fa servir l'alfabet llatí, però abans es feia servir l'abugida, o el sistema Baybayin, que pertanyien a la família bràmica.

### Nombres
Els nombres (mga bilang) en tagal tenen dues formes. La primera forma és nadiua del tagal i l'altra és una versió tagalitzada dels nombres en castellà. Per exemple, referint-nos al nombre set, es pot traduir en tagal com pito' o syete'.
| Nombre            | Cardinal                          | Préstec del castellà (original en castellà)     | Ordinal                                                  |
| ----------------- | --------------------------------- | ----------------------------------------------- | -------------------------------------------------------- |
| 1                 | isa                               | uno (uno)                                       | una                                                      |
| 2                 | dalawa                            | dos (dos)                                       | pangalawa / ikalawa (o ikadalawa informalment)           |
| 3                 | tatlo                             | tres (tres)                                     | pangatlo / ikatlo                                        |
| 4                 | apat                              | kwatro (cuatro)                                 | pang-apat / ikaapat                                      |
| 5                 | lima                              | singko (cinco)                                  | panlima / ikalima                                        |
| 6                 | anim                              | sais (seis)                                     | pang-anim / ikaanim                                      |
| 7                 | pito                              | syete (siete)                                   | pampito / ikapito                                        |
| 8                 | walo                              | otso (ocho)                                     | pangwalo / ikawalo                                       |
| 9                 | siyam                             | nwebe (nueve)                                   | pansiyam / ikasiyam                                      |
| 10                | sampu                             | dyes (diez)                                     | pansampu / ikasampu (o ikapu literàriament)              |
| 11                | labing-isa                        | onse (once)                                     | panlabing isa / pang-onse / ikalabing-isa                |
| 12                | labindalawa                       | dose (doce)                                     | panlabindalawa / pandose / ikalabindalawa                |
| 13                | labintatlo                        | trese (trece)                                   | panlabintatlo / pantrese / ikalabintatlo                 |
| 14                | labing-apat                       | katorse (catorce)                               | panlabing-apat / pangkatorse / ikalabing-apat            |
| 15                | labinlima                         | kinse (quince)                                  | panlabinlima / pangkinse / ikalabinlima                  |
| 16                | labing-anim                       | disisais (dieciséis)                            | panlabing-anim / pandyes-sais / ikalabing-anim           |
| 17                | labimpito                         | disisyete (diecisiete)                          | panlabimpito / pandyes-syete / ikalabimpito              |
| 18                | labingwalo                        | disiotso (dieciocho)                            | panlabingwalo / pandyes-otso / ikalabingwalo             |
| 19                | labinsiyam                        | disinwebe (diecinueve)                          | panlabinsiyam / pandyes-nwebe / ikalabinsiyam            |
| 20                | dalawampu                         | bente / beinte (veinte)                         | pandalawampu / ikadalawampu (o ikalawampu literàriament) |
| 30                | tatlumpu                          | trenta / treinta (treinta)                      | pantatlumpu / ikatatlumpu (o ikatlumpu literàriament)    |
| 40                | apatnapu                          | kwarenta (cuarenta)                             | pang-apatnapu / ikaapatnapu                              |
| 41                | apatnapu't isa                    | kwarentayuno (cuarenta y uno)                   | pang-apatnapu't isa / ikaapatnapu't isa                  |
| 50                | limampu                           | singkwenta (cincuenta)                          | panlimampu / ikalimampu                                  |
| 60                | animnapu                          | sisenta (sesenta)                               | pang-animnapu / ikaanimnapu                              |
| 70                | pitumpu                           | sitenta (setenta)                               | pampitumpu / ikapitumpu                                  |
| 80                | walumpu                           | otsenta (ochenta)                               | pangwalumpu / ikawalumpu                                 |
| 90                | siyamnapu                         | nobenta (noventa)                               | pansiyamnapu / ikasiyamnapu                              |
| 100               | (i)sandaan                        | syento (ciento)                                 | pan(g)-(i)sandaan / ikasandaan (o ika-isandaan))         |
| 200               | dalawandaan                       | dos syentos / syentoy dos (doscientos)          | pandalawandaan / ikadalawandaan (o ikalawandaan))        |
| 300               | tatlondaan                        | tres syentos / syentoy tres (trescientos)       | pantatlong daan / ikatatlondaan                          |
| 400               | apat na raan                      | kwatro syentos / syentoy kwatro (cuatrocientos) | pang-apat na raan / ikaapat na raan                      |
| 500               | limandaan                         | singko syentos / syentoy singko (quinientos)    | panlimandaán / ikalimandaán                              |
| 600               | anim na raan                      | sais syentos / syentoy sais (siescientos)       | pang-anim na raan / ikaanim na raan                      |
| 700               | pitondaan                         | syete syentos / syentoy syete (sietecientos)    | pampitondaan / ikapitondaan (o ikapitong raan)           |
| 800               | walondaan                         | otso syentos / syentoy otso (ochocientos)       | pangwalondaan / ikawalondaan (o ikawalong raan)          |
| 900               | siyam na raan                     | nwebe syentos / syentoy nwebe (novecientos)     | pansiyam na raan / ikasiyam na raan                      |
| 1,000             | (i)sanlibo                        | mil (mil)                                       |                                                          |
| 2,000             | dalawanlibo                       | dos mil (dos mil)                               |                                                          |
| 10,000            | (i)san(g) laksa / sampung libo    | dyes mil (diez mil)                             |                                                          |
| 100,000           | (i)san(g) yuta / (i)sandaang libo | syento mil (ciento mil)                         |                                                          |
| 1,000,000         | isang milyon                      | milyon (un millón)                              |                                                          |
| 2,000,000         | dalawang milyon                   | dos milyon (dos millones)                       |                                                          |
| 10,000,000        | sampung milyon                    | dyes milyon (diez millones)                     |                                                          |
| 100,000,000       | (i)sandaang milyon                | syento milyon (cien millones)                   |                                                          |
| 1,000,000,000     | isang bilyon                      | bilyon (mil millones)                           |                                                          |
| 1,000,000,000,000 | isang trilyon                     | trilyon (un billón)                             |                                                          |

## Frases comunes
Pilipino [ˌpiːliˈpiːno]
- Anglès: Ingglés [ʔɪŋˈɡlɛs]
- Tagal: Tagalog [tɐˈɡaːloɡ]
- Com et dius?: Anó ang pangalan ninyo? (plural) [ɐˈno aŋ pɐˈŋaːlan nɪnˈjo], Anó ang pangalan mo?(singular) [ɐˈno aŋ pɐˈŋaːlan mo]
- Com estàs?: kumustá [kʊmʊsˈta]
- Bon dia!: Magandáng umaga! [mɐɡɐnˈdaŋ uˈmaːɡa]
- Bona tarda, bona vesprada! (de les 13:00 a les 18:00): Magandáng hapon! [mɐɡɐnˈdaŋ ˈhaːpon]
- Adeu: paálam [pɐˈʔaːlam]
- Si us plau: segons la naturalesa del verb pakí- [pɐˈki] o makí- [mɐˈki]
- Gràcies: salamat [sɐˈlaːmat]

### Proverbis
Ang hindî marunong lumingón sa pinanggalingan ay hindî makaráratíng sa paroroonan. (José Rizal)
Qui no aprèn a mirar enrere d'on ve, mai aconseguirà saber cap a on va.
Ang hindî magmahál sa kanyang sariling wika ay mahigít pa sa hayop at malansang isdâ. (José Rizal)
Qui no estima la seva pròpia llengua és pitjor que un animal i un peix podrit.